# Proto-roumain
Proto-roumain est le nom donné par les linguistes roumains à la langue des Thraces romanisés, ancêtres linguistiques des Aroumains et des Roumains d'aujourd'hui. D'autres linguistes spécialistes des langues romanes préfèrent « roman oriental », « thraco-roman » ou  « proto-roman oriental » (PRO), plus neutres. D'autres encore, slavisticiens ou magyars, pensent que le proto-roumain est une « construction imaginaire » des nationalistes roumains.

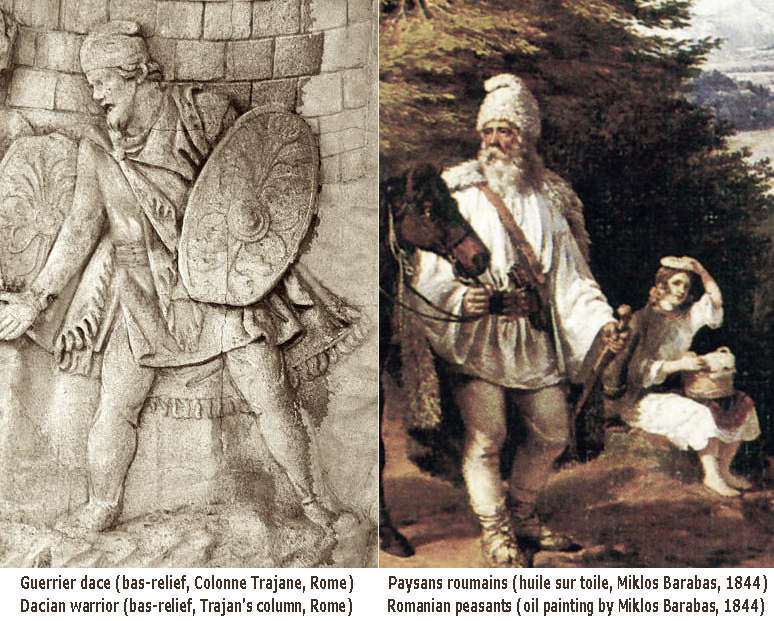
Dans l'imaginaire des Roumains, les ressemblances entre Daces antiques et ancêtres du XIXe siècle nourrissent la certitude d'une « continuité autochtone » en Dacie-Transylvanie.

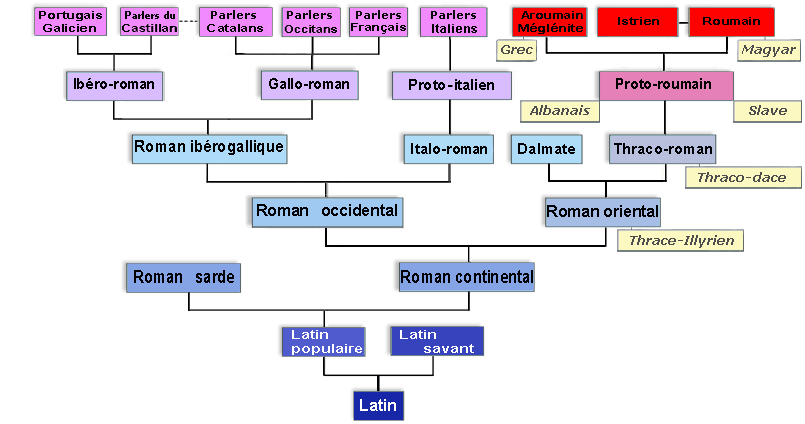
La place et l'évolution du Proto-roumain parmi les langues romanes, et les influences subies.

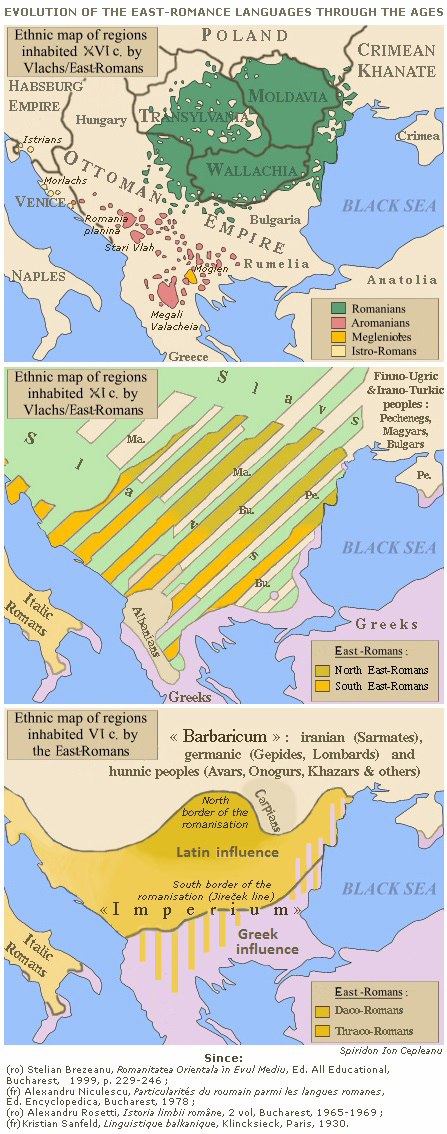
Évolution des langues romanes orientales selon la majorité des auteurs actuels, avec les trois étapes de la formation, de la dispersion et de la différenciation.

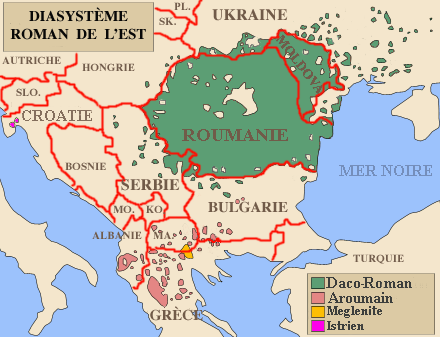
Le diasystème roman de l'Est au XXe siècle, avec les aires linguistiques daco-roumaine, aroumaine, istrienne et méglénite.

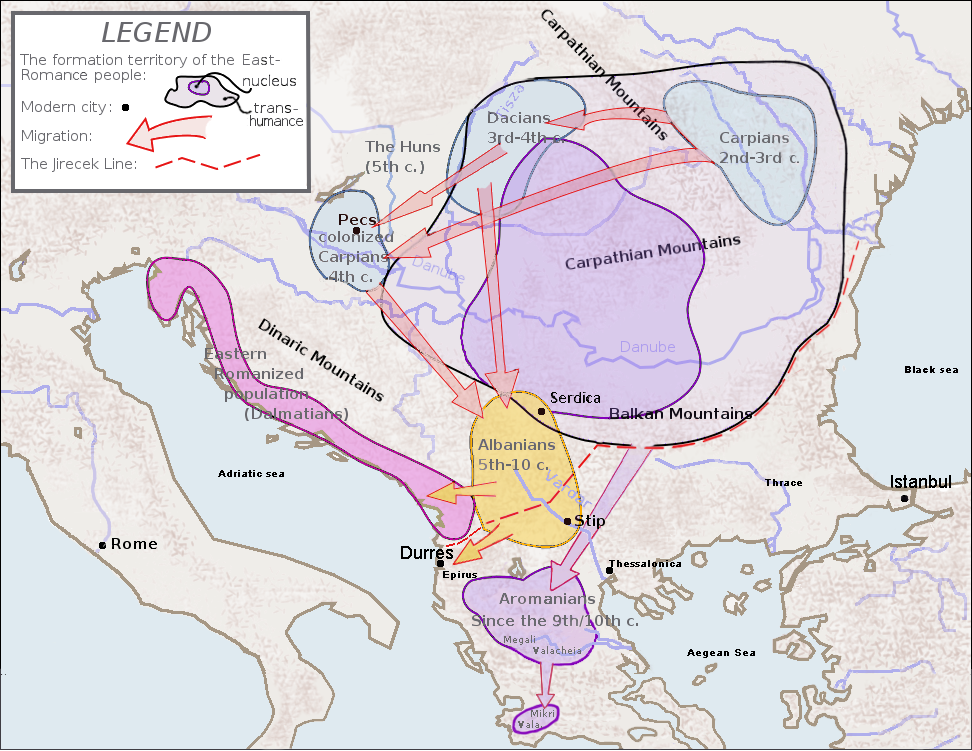
Selon les études linguistiques sur l'origine du roumain et de l'albanais, la romanisation des Daces et des Thraces s'est faite à cheval sur le bas-Danube, et celle des Illyriens en Dalmatie, en deux processus séparés qui ont donné au IVe siècle d'un côté les Dalmates (zone rose) et de l'autre les Proto-Roumains qui, au IXe siècle se sont séparés en Aroumains (petite zone violette) et en Dacoroumains (grande zone violette), tandis que les Daces non-romanisés (Carpes : zones bleues) migrèrent vers la péninsule des Balkans lors des invasions des Goths, des Huns et des Gépides, participant à l'ethnogenèse des Albanais (zone orange), ce qui expliquerait le lexique commun au roumain et à l'albanais.

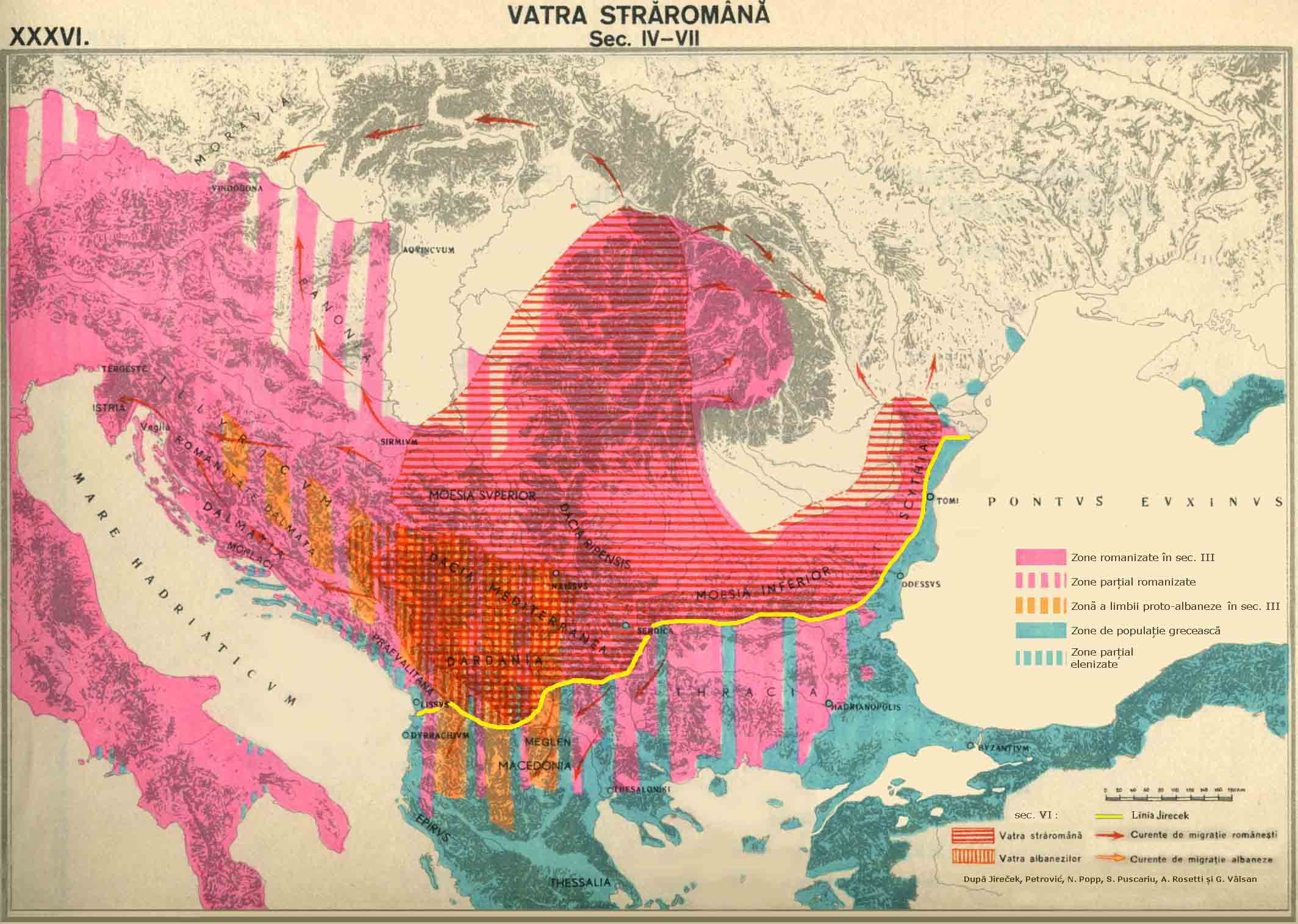
Vatra străromână (l'aire d'origine du proto-roumain) d'après Mircea Cociu : Spațiul etnic românesc, ed. Militară, Bucarest 1993, ISBN 973-32-0367-X, se référant aux études de Jireček, Petrović, Popp, Pușcariu et Rosetti.

## Spécificités
Hormis une citation dans Théophylacte Simocatta et dans Théophane le Confesseur, de quelques noms propres et de quelques termes passés en albanais, en grec, dans les langues slaves méridionales et en magyar, on ne connaît aucun texte de cette langue, donc, à supposer qu'elle a existé, ses propriétés ne peuvent qu'être déduites de l'étude de ses langues-filles, les langues romanes orientales. C'était, en tout cas, la langue des populations romanes de l'Empire romain d'Orient entre le VIIe siècle et le IXe siècle, et définie par la plupart des linguistes roumains comme româna comună : le « roumain commun » (terme contesté par certains linguistes comme Alexandru Niculescu, qui le considèrent anachronique, et préfèrent le terme de romană orientală : « roman oriental »). À partir du IXe siècle (dans Georges Cédrène), ces populations apparaissent sous le nom de « Valaques » ; auparavant, elles étaient comptées parmi les Ῥωμαίοι - Romaioi ou « Romées » : les citoyens de l'Empire, et étaient parfois distinguées comme « Besses ».
L'étude comparative du daco-roumain (dit roumain en Roumanie et aussi moldave en Moldavie), de l'aroumain, du moglenite et de l'istrien qui forment l'actuel diasystème roman de l'Est, montre des traits structurels et lexicaux communs permettant de déduire que le proto-roumain avait déjà une structure très différente des autres langues romanes dans sa grammaire, sa morphologie et sa phonologie, et faisait déjà partie, avec l'albanais et le grec, de l’union balkanique linguistique définie par Kristian Sandfeld-Jensen dans son livre Linguistique Balkanique. Le proto-roumain, déjà porteur d'emprunts au grec ancien via le latin vulgaire, s'est ensuite enrichi d'emprunts au slavon ancien. Ces nombreux traits caractéristiques se retrouvent aujourd'hui dans les langues romanes orientales.

## Évolution
L'étendue du territoire où cette langue a pu être parlée est sujet à controverses. La plupart des historiens le situent au nord de la ligne Jireček, c'est-à-dire dans les régions de Dacie (Banat, Olténie et Transylvanie en Roumanie actuelle), de Mésie (Serbie orientale et Bulgarie du nord) et de Dobrogée (voir Origine du peuple roumain et Dacie aurélienne). C'est la thèse « sédentariste » de Theodor Capidan, A.D. Xenopol et Nicolae Iorga, qui pensent que la différenciation des « langues-filles » s'est effectuée sur place, par séparation des Thraco-Romains/Proto-Roumains depuis l'installation des Slaves, sans autres migrations que les transhumances pastorales. Les historiens qui défendent la thèse « sédentariste », tels Florin Constantiniu, soulignent que les seules migrations de romanophones historiquement attestées sont celles liées à la longue et sanglante guerre opposant l'empereur byzantin Basile II à la Bulgarie entre 975 et 1018. Il s'agit :
- d'une part, d'un échange de populations qui, selon les chroniqueurs byzantins Ioannis Skylitzès et Constantin VII Porphyrogénète[3], aurait eu lieu entre l'Empire byzantin et les knèzes slaves succédant à la Grande-Moravie au Xe siècle : une partie des Serbes de la Serbie blanche, dont les descendants actuels sont les Sorabes de l'Allemagne orientale, seraient alors venus s'installer dans le bassin d'un affluent du Danube, le Margos, qu'ils nommèrent Morava, à la place des Valaques de cette région qui, ayant résisté à la conquête byzantine de l'empereur Basile II, s'étaient fait confisquer leurs terres et seraient partis s'installer en Moravie septentrionale, en « Valachie morave »[4] ;
- et d'autre part, de la fuite des Valaques de Bulgarie occidentale vers l'Épire, la Thessalie, l'Acarnanie et l'Arcadie qui sont alors appelées par les auteurs byzantins, pour un temps, respectivement « Grande Valachie » (Μεγάλη Βλαχία), « Petite Valachie » (Μικρή βλαχία) et « Scourta » (Σϰόϱτα)[5].

Mais il existe aussi deux thèses « migrationnistes » qui ont en commun d'affirmer que le proto-roumain n'a pas de réalité mais que des formes de roman oriental, très localisées et ne formant pas une langue commune, ont pu être parlées dans des isolats linguistiques montagnards. Les deux thèses « migrationnistes » sont territorialement divergentes, l'une postulant des migrations sud-nord des Balkans vers la rive gauche du Danube, l'autre l'inverse.
L'historiographie hongroise et germanique, qui nie l'ancienneté des Roumains en Transylvanie, et l'historiographie soviétique et russe, qui nie l'ancienneté des roumanophones en République de Moldavie, affirment que les isolats linguistiques se trouvaient dans les Balkans, au « sud du Danube », d'où les ancêtres des Roumains auraient immigré tardivement (XIIIe siècle, XIVe siècle) vers la Transylvanie et la Moldavie (théories de Johann Christian von Engel et d'Edouard Rössler),,.
À l'encontre de cette thèse pour laquelle les Roumains sont des allogènes dans les terroirs historiques où ils vivent aujourd'hui, la majorité des historiens serbes et bulgares (qui n'admettent pas que des populations romanes aient pu vivre dans leurs pays avant l'arrivée des Slaves), affirment que les isolats linguistiques se trouvaient dans les Carpates, au « nord du Danube », donc les « Valaques » des Balkans y sont arrivés tardivement venant de la Roumanie actuelle.
Quoi qu'il en soit, l'installation des Slaves parmi les Thraces romanisés sépara ceux-ci en groupes évoluant à part, ce qui, à partir du Xe siècle, donna naissance aux langues modernes suivantes et à leurs dialectes :
- le daco-roumain (appelé roumain en Roumanie, et moldave et République de Moldavie) ;
- l'aroumain ;
- le méglénite ou mégléno-roumain ;
- l'istrien ou istro-roumain.

Les linguistes, eux, affirment que les premiers langages à se différencier au IXe siècle furent l'aroumain (proto-roman oriental du sud) et le roumain (proto-roman oriental du nord). Au XIe siècle, le méglénite, moglénite ou mégléno-roumain se détacha de l'aroumain, tandis que l'istrien ou istro-roumain se sépara du roumain.

## Sources bibliographiques
- (ro) Theodor Capidan, Meglenoromânii, vol. III, Dicționar meglenoromân [« Les Mégléno-roumains, tome III, Dictionnaire mégléno-roumain »], Bucarest, Monitorul Oficial și Imprimeriile Statului, Imprimeria Națională, Depozitul General Cartea Românească, 1935 (consulté le 31 mai 2017)
- (rup) Tiberiu Cunia, Dictsiunar a limbãljei armãneascã [« Dictionnaire de l'aroumain »], Editura Cartea Aromãnã, 2010 (consulté le 31 mai 2017)
- (hr) August Kovačec, Vlaško/Žejansko/Istrorumunjsko – hrvatski rječnik [« Dictionnaire valaque/de Žejane/istro-roumain–croate »], 2010, variante en ligne de Istrorumunjsko-Hrvatski Rječnik (s gramatikom i tekstovima) [« Dictionnaire istro-roumain–croate (avec une grammaire et des textes »], Pula, Znanstvena udruga Mediteran, 1998 (consulté le 31 mai 2017)
- (ru) B. P. Naroumov, Истрорумынский язык/диалект [« Istro-roumain »], I. I. Tchélychéva, B. P. Naroumov, O. I. Romanova (dir.), Языки мира. Романские языки [« Les langues du monde. Les langues romanes »], Moscou, Akademia, 2001, p. 656-671,  (ISBN 5-87444-016-X)
- (en) Gabriela Pană-Dindelegan, The Grammar of Romanian [« Grammaire du roumain »], Oxford, Oxford University Press, 2013,  (ISBN 978-0-19-964492-6) (consulté le 31 mai 2017)
- (ro) Marius Sala (dir.), Enciclopedia limbilor romanice [« Encyclopédie des langues romanes »], Bucarest, Editura Științifică și Enciclopedică, 1989,  (ISBN 973-29-0043-1)